# Lianhe Zaobao
Lianhe Zaobao (chinesisch 聯合早報 / 联合早报, Pinyin Liánhé Zǎobào zu deutsch vereinigte Morgenzeitung) ist eine in chinesischen Kurzzeichen herausgegebene Tageszeitung in Singapur. Sie ist die größte chinesischsprachige Zeitung in Singapur.
Die Zeitung erscheint im Broadsheet-Format und bedient vor allem lokale Nachrichten sowie internationale Nachrichten mit Fokus auf Ostasien und einem eigenen China-Teil.

## Geschichte
Die Zeitung Lianhe Zaobao wurde am 16. März 1983 durch die Vereinigung der beiden chinesischsprachigen Zeitungen Nanyang Siang Pau (chinesisch 南洋商报, Pinyin Nányáng Shāngbào) und Sin Chew Jit Poh (chinesisch 星洲日报, Pinyin Xīngzhōu Rìbào) gegründet. Die rivalisierenden Traditionszeitungen wurden mit Unterstützung der Regierung von Lee Kuan Yew fusioniert, um ein großes chinesischsprachiges Leitmedium zu schaffen und somit die chinesische Sprache in der singapurischen Medienlandschaft zu stärken. Dies war insbesondere notwendig, nachdem Englisch zur Hauptunterrichtssprache in Singapur gemacht wurde.
Der Zeitung kam die Rolle zu, die chinesische Kultur in Singapur im Rahmen des Multikulturalismus Singapurs zu stärken. So organisierte die Zeitung zusammen mit Kulturorganisationen verschiedene Veranstaltungen und Festivals sowie eine eigene Buchmesse.
Aufgrund des Bedeutungswachstums von digitalen Internetmedien verkündete die SPH Media Group 2023 eine verstärkte Internetstrategie und einen Fokus auf neue Formate, wie Erklärvideos, um neue Zielgruppen zu erreichen.

## Politischer Standpunkt
In einer Analyse von der Washington Post berichtete diese, dass die Berichterstattung der Lianhe Zaobao sich offiziellen Narrativen der chinesischen Regierung annähere. So haben auch Mitglieder der Kommunistischen Partei Chinas Gastbeiträge in der Zeitung veröffentlicht, ohne dass ihre Affiliation zu dieser Partei gekennzeichnet wurde. Dafür wird die Lianhe Zaobao als eine von wenigen ausländischen Zeitungen seit der Reform- und Öffnungszeit unter Deng Xiaoping in der Volksrepublik China frei verkauft.
Laut einer Recherche von Radio Free Asia waren Artikel zu Themen wie dem Tiananmen-Massaker, die von der Regierung der Volksrepublik China als kritisch gesehen werden, in Hongkong nicht erreichbar. Dabei ging man davon aus, dass die Zeitung sich selbst zensiere, um einer staatlichen Zensur zuvorzukommen.
Im Jahr 2021 änderte die Zeitung die Rubrik Greater China (Berichterstattung zu Festlandchina, Hongkong und Taiwan) zu China und folgte somit der Lesart der Ein-China-Politik, nach der Taiwan und Hongkong zu China gehören.
Der Schotte Daniel Hammond kam in einer Forschungsarbeit zu dem Schluss, dass die Zeitung überwiegend positiv über die chinesisch-singapurischen Beziehungen berichte und sich dabei vor allem auf wirtschaftliche Beziehungen konzentriere. Bei der Berichterstattung zu den Beziehungen Chinas mit der Region Südostasiens werde hingegen eine eher kritische Haltung eingenommen.